# Aysha garruchos
Aysha garruchos is een spinnensoort in de taxonomische indeling van de buisspinnen (Anyphaenidae).
Het dier behoort tot het geslacht Aysha. De wetenschappelijke naam van de soort werd voor het eerst geldig gepubliceerd in 1992 door Antonio D. Brescovit.